# Steven Dearman Clark
Steven Dearman Clark (* 23. November 1957 in Sheffield; † 14. Oktober 2012 in Hamburg) war ein britischer Musiker, Musikproduzent, Arrangeur und Songwriter.

## Kindheit und Jugend
Steven Dearman Clark kam 1957 in einem Vorort von Sheffield (England) zur Welt. Seine nordenglische Heimat, die landschaftlichen und akustischen Eindrücke der Yorkshire Dales und der Industriestadt Sheffield, prägten seine musikalische Entwicklung und gingen ein in Clarks progressive Lifestyle-Musik. 

## Musikalischer Werdegang
Im Mai 1979 begann Steven Clark seine Profikarriere als Musiker. Ein Jahrzehnt lang tourte er durch die Welt, war Studio- und Backing-Musiker für Gruppen wie The Del Shannon Band oder Johnny & The Hurricanes und arbeitete mit Alvin Stardust und Shakin’ Stevens zusammen. In Hamburg wurde er sesshaft. Hier gründete er mit vier englischen Musikern die Party-Rock’n’Roll-Band The Sneekers. Mitte der 1980er Jahre begann Clark, auch eigene Lieder zu schreiben sowie Solokünstler und Bands zu produzieren. Er stellte zahlreiche Produktionen im eigenen Studio fertig – von Jazz- und Punkrockprojekten mit dem Colosseum-Saxofonisten Dick Heckstall-Smith und The Bollock Brothers bis zu Rockproduktionen mit etablierten deutschen Rockbands wie Dirty Money und Running Wild. 
In den 1990er Jahren arbeitete Clark für verschiedene unabhängige Plattenfirmen (Public Propaganda, Repertoire Records, Edel SE) sowie private Fernsehsender in Deutschland (Sat.1, RTL) an Instrumental- und Soundtrack-Produktionen, bevor er sich wieder eigenen Projekten zuwandte. Über die Jahre entstand eine umfangreiche Produzententätigkeit, unter anderem auch für Peter Beil, Goombay Dance Band, Betsy Miller, Eddy Monrow, Ultraglide und Detlef Timm.
Seit 2000 bemühte sich Clark um den Stadtteil Hamburg-Wilhelmsburg, in dem er bis zu seinem Tod lebte und arbeitete: er hob das Festival „Kirchdorf Rocks“ aus der Taufe und realisierte als eines seiner letzten Projekte die Rockrevue „Traumziel Wilhelmsburg“. Hierbei spannte er den musikalischen Bogen vom barocken Blues zum Deutschrock, von Welthits bis zu Eigenkompositionen.
Profimusiker spielten hier zusammen mit Hobbymusikern (u. a.  die Wilhelmsburger Band Feinripp - www.feinripp.info) und einer Theatergruppe aus dem Süderelbraum.